# Gewas
Een gewas is een plantensoort, die geteeld wordt voor de productie van planten in de tuinbouw, akkerbouw of sierteelt. Bomen uit de bosbouw worden meestal niet tot de gewassen gerekend. 'Gewas' is afgeleid van het werkwoord wassen, dat groeien betekent (nog bewaard in 'wassende maan', 'volwassen'), en dat verwant is met het Duitse wachsen.
Een voedselgewas is een gewas dat gebruikt wordt als voedsel, of om voedsel (voedingsmiddelen, dierenvoer) van te maken in de voedingsindustrie. Sommige gewassen worden gebruikt als energiegewas. Daarnaast is er de teelt van siergewassen, zoals snijbloemen, heesters en bomen.

## Teelt van gewassen
- monocultuur: op hetzelfde perceel wordt elk jaar hetzelfde gewas geteeld. Dit gebeurt vaak bij bijvoorbeeld snijmais, en op zeer zware kleigrond ook met andere soorten granen. In sommige gevallen zijn alle planten zelfs genetisch identiek, zoals bij aardappelen of bij sommige hybridemaisrassen (tweewegkruisingen). In het geval van aardappels wordt zo'n gewas ook een kloon genoemd.
- vruchtwisseling: veel gewassen hebben last van bodemziekten. Zo hebben aardappels last van bodemmoeheid, veroorzaakt door aaltjes. Daarom moet er vruchtwisseling worden toegepast, waarbij verschillende gewassen elkaar opvolgen. In de akkerbouw volgen aardappelen, granen en suikerbieten elkaar vaak afwisselend op.
- continuteelt: op hetzelfde perceel worden elk jaar gewassen geteeld, men laat het perceel niet een jaar braakliggen.

## Productie
| Productie (miljoen ton) | Productie (miljoen ton) | Productie (miljoen ton) | Productie (miljoen ton) | Productie (miljoen ton) | Productie (miljoen ton) | Productie (miljoen ton) | Productie (miljoen ton) | Productie (miljoen ton) | Productie (miljoen ton) | Productie (miljoen ton) | Productie (miljoen ton) | Productie (miljoen ton) | Productie (miljoen ton) | Productie (miljoen ton) | Productie (miljoen ton) | Productie (miljoen ton) | Productie (miljoen ton) |
| Jaar                    | Suiker- riet            | Mais                    | Tarwe                   | Ongepelde rijst         | Aard- appel             | Soja- boon              | Oliepalm- fruit         | Suiker- biet            | Cassave                 | Tomaat                  | Gerst                   | Zoete aardappel         | Zaad- katoen            | Druif                   | Grote sorgo             | Gierst                  | Haver                   |
| ----------------------- | ----------------------- | ----------------------- | ----------------------- | ----------------------- | ----------------------- | ----------------------- | ----------------------- | ----------------------- | ----------------------- | ----------------------- | ----------------------- | ----------------------- | ----------------------- | ----------------------- | ----------------------- | ----------------------- | ----------------------- |
| 1961                    | 448                     | 205                     | 222,4                   | 215,6                   | 270,6                   | 26,9                    | 13,6                    | 160,5                   | 71,3                    | 27,6                    | 72,4                    | 98,2                    | 27,5                    | 43                      | 40,9                    | 25,7                    | 49,6                    |
| 1971                    | 582,1                   | 313,6                   | 347,5                   | 317,7                   | 279,5                   | 45,6                    | 16,3                    | 227,5                   | 98,8                    | 37,7                    | 131,2                   | 127,3                   | 37,2                    | 54,3                    | 61,9                    | 29,7                    | 54,5                    |
| 1981                    | 799,6                   | 446,8                   | 449,6                   | 410,1                   | 267,8                   | 88,5                    | 31                      | 287,8                   | 127,5                   | 54,3                    | 149,6                   | 125,5                   | 45,5                    | 61,7                    | 73,3                    | 27                      | 40,3                    |
| 1991                    | 1087                    | 494,4                   | 547,8                   | 518,5                   | 257                     | 102,8                   | 63,3                    | 285,1                   | 160,4                   | 75,9                    | 169,6                   | 126,8                   | 60,3                    | 56,1                    | 55,5                    | 25                      | 33,5                    |
| 2001                    | 1257,7                  | 615,2                   | 588,2                   | 600,2                   | 305,5                   | 177                     | 129,3                   | 230,3                   | 181,7                   | 106,7                   | 140,6                   | 139,1                   | 60,2                    | 60,9                    | 59,8                    | 28,9                    | 27                      |
| 2011                    | 1794                    | 886,7                   | 697,6                   | 726,4                   | 373,6                   | 261,4                   | 244,4                   | 278,8                   | 251,8                   | 159,5                   | 132,7                   | 109,5                   | 79,5                    | 69,8                    | 56,8                    | 27,1                    | 22,6                    |
| 2017                    | 1841,5                  | 1134,7                  | 771,7                   | 769,7                   | 388,2                   | 352,6                   | 317,6                   | 301                     | 292                     | 182,3                   | 147,4                   | 112,8                   | 74,4                    | 74,3                    | 57,6                    | 28,5                    | 25,9                    |

Vanwege een beveiligingsprobleem met de MediaWiki Graph-software is het momenteel niet mogelijk deze grafiek weer te geven. Zodra de software is bijgewerkt zal de grafiek vanzelf weer zichtbaar worden.